# Euclidia immunita
Euclidia immunita là một loài bướm đêm trong họ Erebidae.